# Internazionali di Tennis Città di Trieste 2021
Gli Internazionali di Tennis Città di Trieste sono stati un torneo maschile di tennis giocato sulla terra rossa. È stata la 2ª edizione del torneo, facente parte della categoria Challenger 80 nell'ambito dell'ATP Challenger Tour 2021. Si è giocato al Tennis Club Triestino di Trieste in Italia, dal 26 luglio al 1º agosto 2021.
Nell'edizione del 2020, il torneo faceva parte della categoria Challenger 100 e aveva un montepremi di 88 520 €, che nel 2020 è sceso a 44 820 €.

## Partecipanti

### Teste di serie
| Nazionalità          | Giocatore               | Ranking* | Testa di serie |
| -------------------- | ----------------------- | -------- | -------------- |
| Bosnia ed Erzegovina | Damir Džumhur           | 127      | 1              |
| Francia              | Antoine Hoang           | 143      | 2              |
| Argentina            | Tomás Martín Etcheverry | 166      | 3              |
| Serbia               | Danilo Petrović         | 173      | 4              |
| Italia               | Alessandro Giannessi    | 177      | 5              |
| Argentina            | Marco Trungelliti       | 192      | 6              |
| Germania             | Maximilian Marterer     | 196      | 7              |
| Italia               | Thomas Fabbiano         | 202      | 8              |

* Ranking al 19 luglio 2021.

### Altri partecipanti
I seguenti giocatori hanno ricevuto una wild card per il tabellone principale:
- Flavio Cobolli
- Robin Haase
- Luca Nardi

Il seguente giocatore è entrato in tabellone con il protected ranking:
- Julian Lenz

I seguenti giocatori sono passati dalle qualificazioni:
- Viktor Durasovic
- Pedro Sakamoto
- Timofej Skatov
- Thiago Agustín Tirante

Il seguente giocatore è entrato nel tabellone principale come lucky loser:
- Orlando Luz

## Punti e montepremi
| Torneo    | Torneo              | V     | F     | SF    | QF    | 2T  | 1T  | Q | Q2  | Q1  |
| Singolare | Punti               | 80    | 48    | 29    | 15    | 7   | 0   | 4 | 1   | 0   |
| Singolare | Premi in denaro (€) | 6 190 | 3 650 | 2 160 | 1 260 | 730 | 450 | – | 225 | 115 |
| Doppio    | Punti               | 80    | 48    | 29    | 15    | –   | 0   | – | –   | –   |
| Doppio    | Premi in denaro (€) | 2 670 | 1 550 | 930   | 550   | –   | 310 | – | –   | –   |

## Campioni

### Singolare
Tomás Martín Etcheverry ha sconfitto in finale  Thiago Agustín Tirante con il punteggio di 6–1, 6–1.

### Doppio
Orlando Luz /  Felipe Meligeni Alves hanno sconfitto in finale  Antoine Hoang /  Albano Olivetti con il punteggio di 7–5, 6(6)–7, [10–5].